# Grindon (Staffordshire)
Grindon – wieś i civil parish w Anglii, w Staffordshire, w dystrykcie Staffordshire Moorlands. W 2011 civil parish liczyła 203 mieszkańców. Grindon jest wspomniana w Domesday Book (1086) jako Grendone.